# 石鸣珂
石鸣珂（1901年—1971年），字象贤、无言，男，浙江永嘉人，中国佛教僧人，法号芝峰，后还俗。与大醒、法舫、法尊并称太虚门下“四大金刚”。曾任中国佛教协会副秘书长。